# Thannenkirch
Thannenkirch ist eine französische Gemeinde mit 457 Einwohnern (Stand 1. Januar 2022) im Département Haut-Rhin in der Region Grand Est (bis 2015 Elsass). Sie ist Mitglied des Gemeindeverbandes Communauté de communes du Pays de Ribeauvillé.

## Geographie
Das Dorf ist von Wäldern umgeben (Bois Communal de Saint-Hippolyte, Forêt Domaniale de Ribeauvillé). Das Gemeindegebiet gehört zum Regionalen Naturpark Ballons des Vosges.

## Geschichte
Von 1871 bis zum Ende des Ersten Weltkrieges gehörte Thannenkirch als Teil des Reichslandes Elsaß-Lothringen zum Deutschen Reich und war dem Kreis Rappoltsweiler im Bezirk Oberelsaß zugeordnet.

## Einzelnachweise

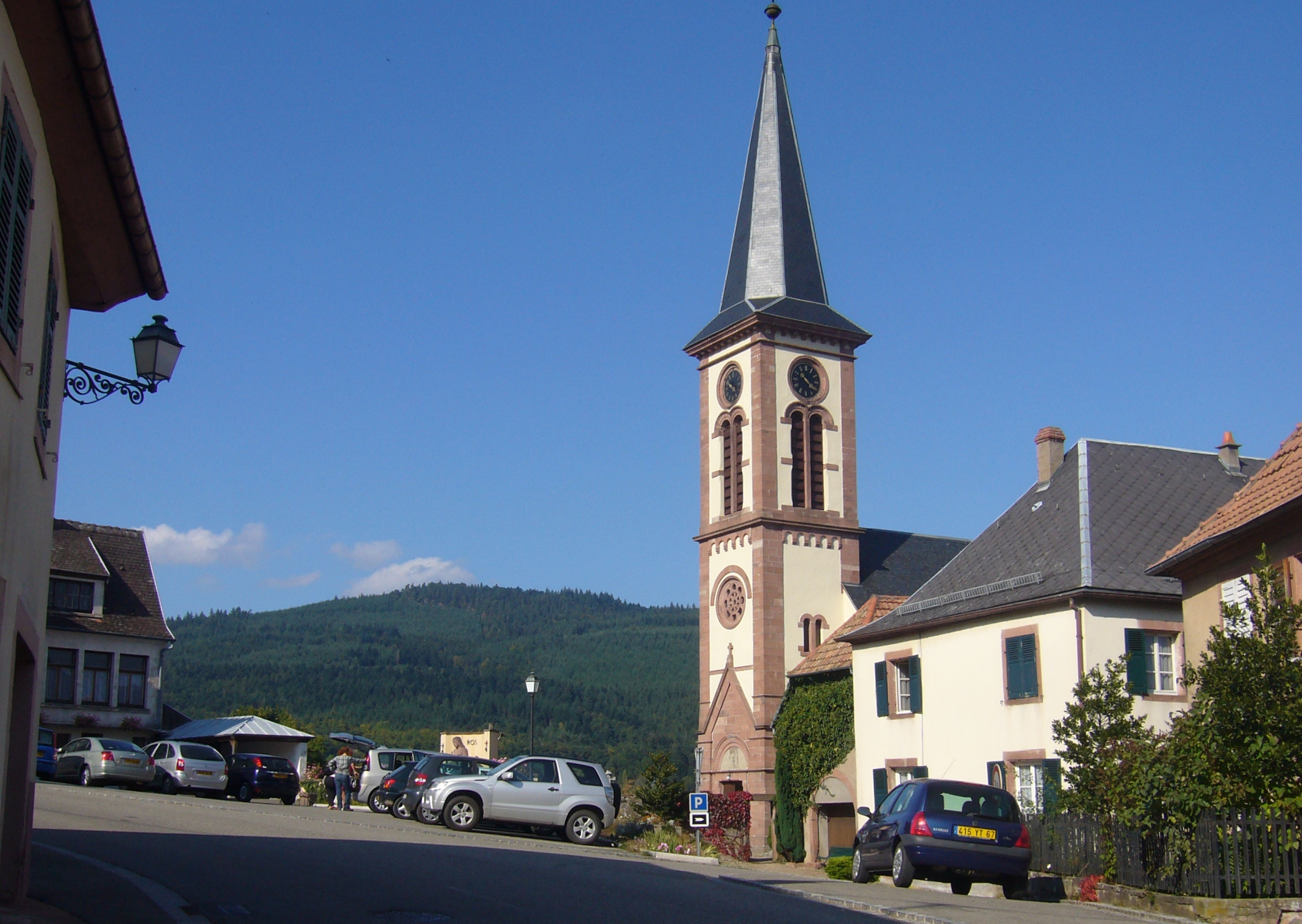
Kirche Sainte-Catherine Thannenkirch

## Bevölkerungsentwicklung
| Jahr                                           | 1910 | 1962 | 1968 | 1975 | 1982 | 1990 | 1999 | 2007 | 2017 |
| ---------------------------------------------- | ---- | ---- | ---- | ---- | ---- | ---- | ---- | ---- | ---- |
| Einwohner                                      | 732  | 388  | 395  | 396  | 367  | 336  | 446  | 513  | 463  |
| Quelle: Gemeindeverzeichnis, Cassini und INSEE |      |      |      |      |      |      |      |      |      |